# 崔七男
崔 七男（チェ・チルラム、朝鮮語: 최칠남、1929年7月19日 - ）は、朝鮮民主主義人民共和国の記者、政治家。労働新聞責任主筆兼社長、朝鮮記者同盟中央委員会委員長、最高人民会議代議員などを歴任した。

## 経歴
1929年に生まれた。出生地は不明。金日成総合大学を卒業。1969年に労働新聞記者になった。1981年に労働新聞副局長を経て、1982年に労働新聞副主筆に就任し、労働新聞代表団を率いてソ連を訪問。1984年には労働新聞第一副主筆に昇進する。1998年7月には最高人民会議第10期代議員に選出され、同年12月には労働新聞責任主筆兼社長に任命された。以降、金正日総書記の公式活動に随行するようになり、2000年に韓国メディア訪朝団との昼食会に同席するなどした。2002年に金日成勲章を受章。2006年5月25日に訪朝した王晨人民日報社長と金永南最高人民会議常任委員会委員長との会談に同席した。2003年に最高人民会議第11期代議員に再選されたが、2007年に労働新聞責任主筆兼社長・朝鮮記者同盟中央委員会委員長を解任された。朝鮮記者同盟委員長職の就任時期は不明である。2005年に設立された6.15共同宣言実践北側委員会メディア分科委員長に就任し、2007年に6.15共同宣言実践北側委員会総会に参加した。
2009年3月8日に実施された最高人民会議第12期代議員選挙で代議員に再選したが、以降の消息は不明である。

## 参考サイト
- 북한정보포털

| 先代玄峻極 | 労働新聞責任主筆1998年 - 2007年 | 次代金重浹 |